# Berend Hendrik Bentinck tot Buckhorst

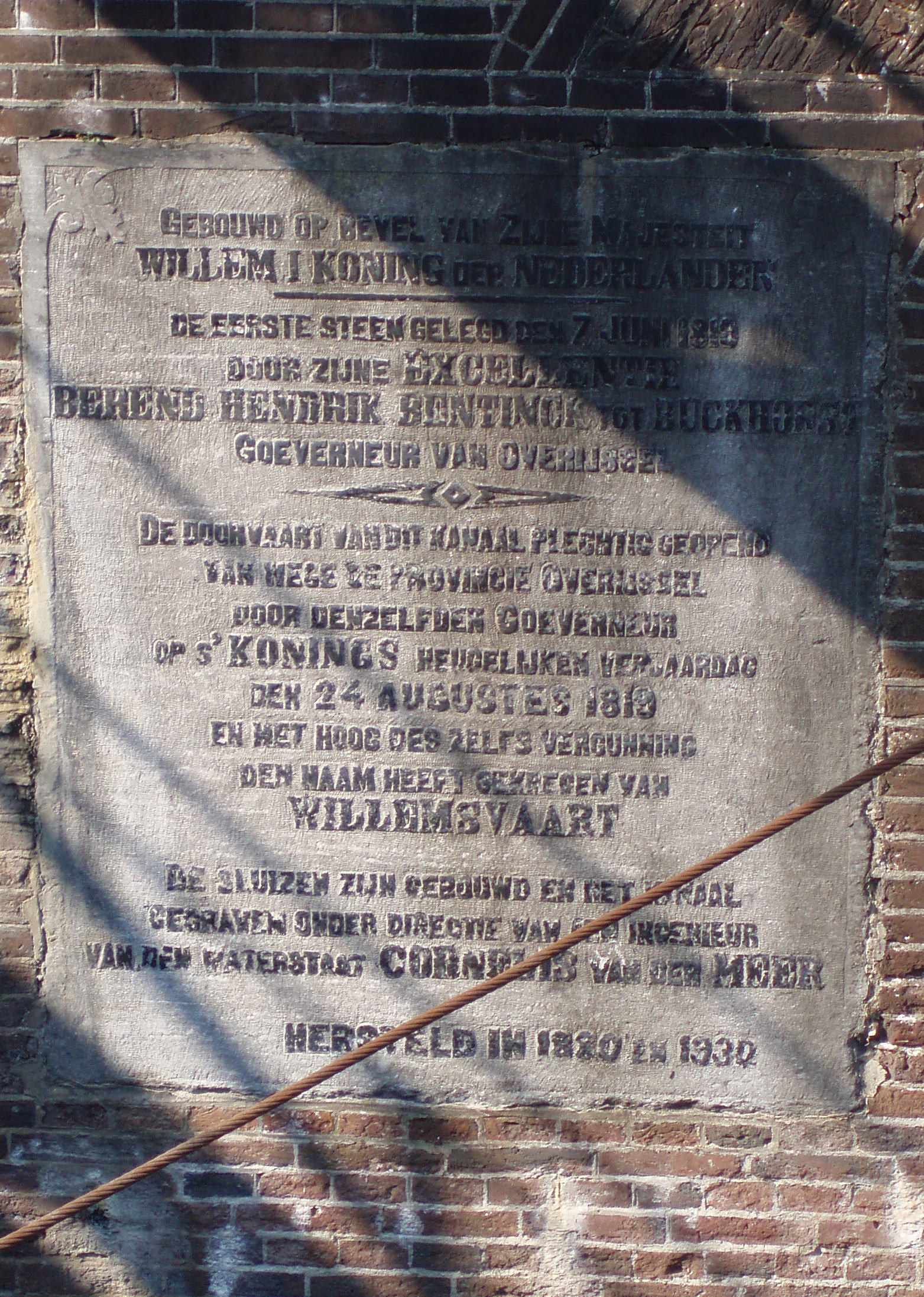
Plaquette bij de Willemsvaart in Zwolle met daarop de naam van Bentinck tot Buckhorst

Berend Hendrik baron Bentinck tot Buckhorst, heer van Buckhorst, Zalk en Veecaten (Schoonheten, 16 november 1753 - Zwolle, 24 september 1830) was een Nederlands orangist, luitenant-generaal en staatsman, onder meer commandeur in de Militaire Willems-Orde.

## Loopbaan
Bentinck tot Buckhorst kwam al jong als page aan het hof van Willem V en diende vervolgens in het ruiterregiment Stavenisse Pous. Hij werd op 4 oktober 1771 benoemd tot ritmeester, op 24 juli 1775 bevorderd tot majoor, op 2 december daarop volgend tot majoor-effectief en op 22 juni 1779 benoemd tot luitenant-kolonel. Op 28 januari 1785 werd hij bevorderd tot kwartiermeester-generaal der cavalerie, op 15 oktober 1787 benoemd tot kolonel, op 18 februari 1788 aangesteld als majoor-commandant van Zwolle en op 11 mei 1789 als kolonel-commandant. Bentinck van Buckhorst nam aan de zijde van de prinsgezinden deel aan de veldtocht van 1787. In 1795 uitgeweken nam hij deel aan het Oranje-rassemblement onder prins Frederik, tot voorbereiding der bevrijding van de republiek, in 1799 in de rang van kolonel ook aan de plannen tot voorbereiding van een inval aan de oostergrens. Hij keerde in 1801 in de Bataafse Republiek terug en leefde sindsdien ambtsloos te Zwolle. In 1813 werd hij, als verdacht van geheime samenzwering met de Oranjes, naar Amsterdam vervoerd maar weldra vrijgelaten.
Hij stond bekend als vurige orangist en werd op 29 november 1813 door het Haagse driemanschap benoemd tot commissaris-generaal van Oorlog. Bentinck tot Buckhorst werd op 11 maart 1814 bevorderd tot luitenant-generaal, in april 1814 tot gouverneur van Overijssel, wat hij tot zijn dood bleef, zeer geacht als edelmoedig, onbaatzuchtig, welwillend en werkzaam ambtenaar, als uitnemend kenner van de behoeften van zijn gewest en zijn inwoners. Met name in de moeilijke tijd 1813-1815 bewees hij het vaderland uitstekende diensten. Hij werd bij Koninklijk Besluit van 28 augustus 1814 verheven in de adelstand met als titel jonkheer, werd bij Koninklijk Besluit van 8 juli 1815 benoemd tot commandeur in de Militaire Willems-Orde, werd bij Koninklijk Besluit van 28 augustus 1814 toegelaten tot de Ridderschap van Overijssel, was later president en kreeg de adellijke titel van baron op 10 juni 1819. Hij was verder kamerheer van de koning en heer van Zalk en Veecaten. Hij was op 20 oktober 1785 in het huwelijk getreden met Caroline van Borssele van der Hooghe.
- Biografisch Portaal: 76371816
- International Standard Name Identifier: 0000 0003 9112 7041
- Nederlandse Thesaurus van Auteursnamen: 069924961
- Parlement.com: vg09llsxlfqa
- Virtual International Authority File: 284872320
- WorldCat: E39PBJwD48mYWCrfRFCVVWH6Kd